# Juan Diego Gutiérrez
Juan Diego Gutiérrez (født 28. april 1992) er en peruviansk fodboldspiller, som er på kontrakt i den danske 1. divisionsklub Vejle Boldklub. Han er dog pt. udlejet til svenske Gefle IF.

## Klubkarriere
Juan Diego Gutiérrez, som også kaldes "Guti", spillede fra 2015-16 i Universitario i Perus hovedstad Lima. Universitario er én af de tre store klubber i landet. De to øvrige er Alianza Lima og Sporting Cristal. Tilsammen har de tre klubber vundet 66 nationale mesterskaber.
Den 17. juli 2016 annoncerede Vejle Boldklub, at klubben havde skrevet en 4-årig kontrakt med Guti.
"Guti" spillede sæsonens første fire turneringskampe fra start, men fik siden kun en startplads i DBU Pokalkampen mod Odense Boldklub og spilletid i det sidste lokalopgør mod FC Fredericia. I alt blev det til otte kampe for vejlenserne i det første halvår. I vinterpausen sendte VB han derfor retur til Universitario på en halvårlig lejeaftale. Her fik Gutiérrez tre kampe for klubben og vendte sidenhen retur til Vejle Boldklub.
Den 24. juli blev det så offentliggjort, at han blev udlejet til svenske Gefle IF på en halvårig kontrakt.